# Taïx
Taïx – miejscowość i gmina we Francji, w regionie Oksytania, w departamencie Tarn. W 2013 roku jej populacja wynosiła 438 mieszkańców. Na terenie gminy swoje źródła ma rzeka Vère. 